# Retrato del escritor Ramon Reventós
El Retrato del escritor Ramon Reventós es un dibujo a la acuarela con carboncillos y lápiz sobre papel realizada por Pablo Picasso alrededor de 1899 y 1900 en Barcelona y que forma parte de la colección del Museo Picasso de Barcelona.

## Descripción
Este retrato, de trazo seguro y suelto, forma parte de la serie de retratos de estilo modernista que Picasso hizo de sus amigos y conocidos. Todos ellos eran asiduos de la taberna Els Quatre Gats, local de tertulia barcelonés de la vanguardia artística. En el reverso hay un dibujo académico en lápiz Conté sobre papel, que representa un antebrazo y una mano sosteniendo un disco. No está firmado ni fechado.

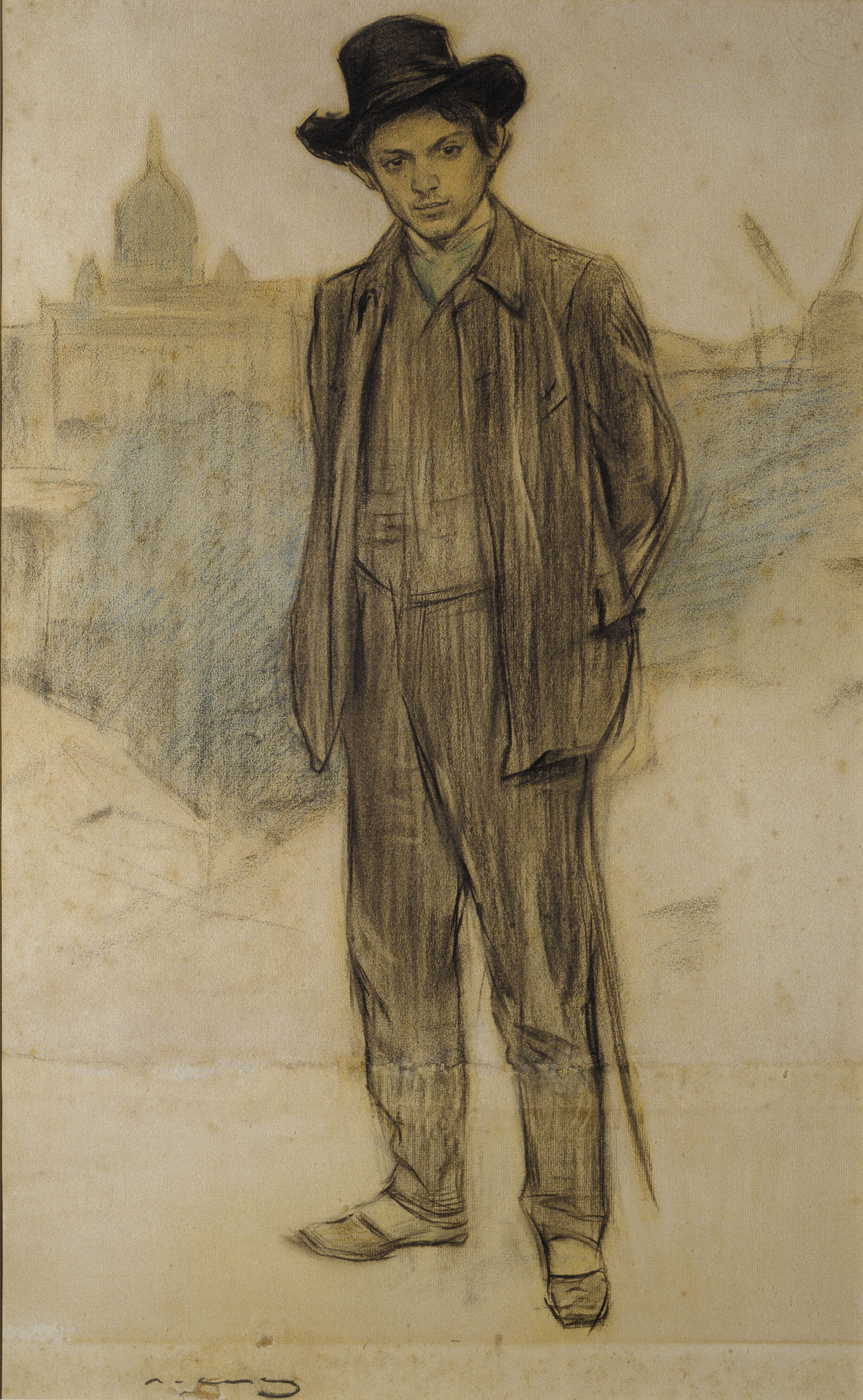
Retrato de Picasso, por Ramon Casas, conservado en la colección permanente del MNAC.

Esta galería de retratos integra la primera exposición individual de Picasso en Els Quatre Gats en febrero de 1900. De este modo, intenta hacerse un lugar en este género artístico, entonces dominado por Ramon Casas, retratista oficial de la burguesía catalana. De hecho, la idea de la exposición monográfica surge del entorno de Picasso después del enorme éxito de la exposición de Ramon Casas en la Sala Parés en octubre de 1899, donde, entre otras obras, se mostraron 132 retratos al carbón.
La colección de retratos se parece intencionadamente en formato, técnica y factura a los retratos de Casas. Pero los de Picasso son más espontáneos, de trazo más decidido, y él, a menudo, más que buscar el parecido detallado, incide en los rasgos permanentes del retratado, se interesa por la psicología del personaje.
Jaime Sabartés, en su libro Retrats i records, expresa el espíritu del momento: «Lo que queremos es que la gente se dé cuenta de que hay otro que dibuja, y que Casas no retrata a todos los que están y que en sus exposiciones no están todos los que son [...] Los dibujos de Picasso son más espontáneos, su trazo es más franco, más decidido, más loco, si se quiere, pero es más seguro, más preciso, denota más humor y más perspicacia; una observación más profunda y una comprensión más rápida.»

## Crítica de la exposición de retratos
La exposición le sirvió a Picasso para darse a conocer, pero no tuvo una gran resonancia en la prensa. Se recogen aquí, por su interés histórico y respetando la ortografía original, dos fragmentos de las críticas aparecidas en la prensa de 1900:

Un joven, casi un niño, Ruiz Picazzo, ha organizado una exposición de dibujos y notas de color en “Els IV Gats”. En todas las obras expuestas hace alarde de una facilidad extraordinaria en el manejo del lápiz y del pincel, dominando, por ende, en aquellas, como principal condición, la garbosidad en el trazo, conveniente siempre, pero perjudicial cuando se sobrepone a toda cualidad y no es resultado de una larga y concienzuda práctica.
La Vanguardia, 3 de febrero de 1900

En el salón de “Los quatre Gats” están expuestos algunos dibujos y notas de color de D. R. Picasso, joven que entra en el arte con la obsesión del modernismo más extremado. No puede dudarse que el señor Picasso tiene talento y siente el arte; […] pero la exposición acusa en el pintor, como en muchos otros que le han precedido, enamorados hasta la locura de esta escuela, una lamentable pertubación del sentido artístico y una equivocación del concepto del arte. En la colección de retratos al lápiz sobresalen algunos por la seguridad del apunte, pero basta echar una ojeada al conjunto para notar que aquello es una galería de personajes melancólicos, taciturnos, aburridos, que producen en el espectador una impresión de tristeza y de compasión por los retratados, poco favorable.
Diario de Barcelona, 7 de febrero de 1900